# Hypaepa laetabilis
Hypaepa laetabilis är en insektsart som först beskrevs av Walker 1858.  Hypaepa laetabilis ingår i släktet Hypaepa och familjen lyktstritar. Inga underarter finns listade i Catalogue of Life.